# Verniz (álbum)
Verniz é o terceiro álbum de estúdio da banda Zimbra, que foi lançado em 5 de Abril de 2019. O álbum possui 10 faixas, todas inéditas. Pela primeira vez, a banda convida outros artistas para participar de suas músicas, Esteban Tavares e Dinho Ouro Preto. Hoje, o álbum conta com mais de 5 milhões de plays no Spotify. O álbum estava previsto para ser lançado em dezembro de 2018, porém, seu lançamento foi adiado devido a inclusão da música "Ontem" e a participação, de última hora, do cantor DInho Ouro Preto na faixa "Quem Diria" , que foram gravadas em janeiro e fevereiro de 2019.
O nome do álbum teve dois motivos, de acordo com Bola. A sonoridade do álbum remete aos anos 80, época em que o uso de verniz (produto) era bastante usado nos móveis das casas. O outro motivo significativo é explicado pela banda ter achado o trabalho o mais bem produzido, "como se tivesse sido revestido por verniz".

## História
Após mais de um ano depois de lançar o seu segundo álbum, Azul, Bola apresenta novas composições que formariam seu terceiro álbum, Verniz. Entre essas composições estava "A Cidade", que não foi incluida no álbum e virou um single. Por causa de atritos com o produtor Lampadinha durante as gravações do Azul, a banda decidiu produzir o novo álbum com outra pessoa. No final de 2017, a Zimbra começou a gravar as músicas com a produção de  Esteban Tavares, em sua própria casa. Tavares chamou Pedro Pelotas para tocar piano em algumas músicas, sobre isso Rafael conta; "Foi muito bom ouvir nossas músicas sendo tocadas por um pianista profissional". Esteban, além de ser o produtor do álbum, também contribuiu na composição da segunda estrofe de "Céu de Azar" e cantou juntamente com Rafael na mesma faixa. O álbum estava previsto para ser lançado em 2018, mas por conta da entrada de "Ontem" e "Quem Diria", que teria participação de  Dinho Ouro Preto, seu lançamento foi adiado para 2019.

## Gravação e Produção
O grupo passou cerca de um ano e meio no processo de gravação, mixagem e masterização até chegar no resultado final e ser lançado oficialmente. Rafael conta: "Foi um processo que durou bastante tempo até porque ao longo desse caminho a gente foi dando uma lapidada, buscando um pouco da identidade que a gente já sabia o que queríamos, mas fomos descobrindo outras coisas nesse processo." O vocalista também diz que esse processo foi proveitoso, pois, ganharam bastante experiência com o produtor Tavares.
Sobre a produção de Verniz, o baixista Guilherme Goes comenta: "Foi diferente (dos outros álbuns) porque o produtor com quem a gente trabalhou, o Esteban, é multi-instrumentista e acabou agregando muito nessa parte da produção musical em si. A gente acabou se cobrando muito, cada instrumento, e também teve o amadurecimento de todos os trabalhos que a gente já fez." Guilherme também mencionou que o disco foi mais pensado, trabalhado e complexo que os trabalhos anteriores, por conta da experiência que a banda tinha acumulado. Vitor, guitarrista da banda, diz que Tavares se encaixou perfeitamente na mentalidade sonora da banda e isso contribui pra chegar em um resultado positivo.

## Outros Músicos
O vocalista Rafael Costa conta sobre a colaboração de Dinho: “[…] sempre foi um ídolo para nós. Estávamos pensando em alguns nomes para participar do álbum, e, mesmo sem nenhum contato com ele, resolvemos arriscar. Entramos em contato sem muita pretensão que fosse nos responder, enviamos a música e, para nossa surpresa, ele ouviu, gostou e no dia seguinte já estava no estúdio gravando com a gente. Foi demais e uma honra poder ter um dos nossos ídolos em nosso novo álbum”. 
Esteban, além de ser o produtor do álbum, também contribuiu na composição da segunda estrofe de "Céu de Azar" e cantou juntamente com Rafael na mesma faixa. Rafael explica que a amizade é de anos e que foi o primeiro nome que pensaram na hora de decidir a produção do disco. “Aprendemos muito com ele e tiramos sonoridades e timbres surreais. A participação dele em ‘Céu de Azar’ veio para coroar este lindo trabalho”, conta.

## Prêmios
| Ano  | Indicações      | Categoria                           | Resultado |
| ---- | --------------- | ----------------------------------- | --------- |
| 2020 | Prêmio Dynamite | Melhor Lançamento de Rock 2018-2019 | Indicado  |

## Faixas
Todas as letras escritas por Rafael Costa, exceto a que está indicada. 
| N.º | Título                                        | Participações    | Duração |  |
| 1.  | "Céu de Azar" (Rafael Costa/ Esteban Tavares) | Esteban Tavares  | 4:38    |  |
| 2.  | "Toda Vez Que Eu Erro"                        |                  | 3:33    |  |
| 3.  | "Ontem"                                       |                  | 3:04    |  |
| 4.  | "Sorte"                                       |                  | 3:36    |  |
| 5.  | "Iguais"                                      |                  | 3:31    |  |
| 6.  | "Me Mude"                                     |                  | 3:36    |  |
| 7.  | "Você É A Mais Sincera"                       |                  | 2:11    |  |
| 8.  | "Teus Nomes"                                  |                  | 4:08    |  |
| 9.  | "Meia-Vida"                                   |                  | 4:08    |  |
| 10. | "Quem Diria"                                  | Dinho Ouro Preto | 3:16    |  |

## Ficha Técnica

#### Zimbra
- Rafael Costa - Voz Principal, Vocal de apoio, Guitarra e Violão
- Vitor Fernandes - Vocal de Apoio e Guitarra
- Guilherme Goes - Baixo
- Pedro Furtado - Bateria

#### Músicos convidados
- Esteban Tavares - Voz (em "Céu de Azar")
- Dinho Ouro Preto  - Voz (em "Quem Diria")
- Pedro Pelotas - Teclados, pianos e sintetizadores
- Felippe Pipeta - Trompete
- William Sprocati - Trombone